# Australiens damlandslag i basket

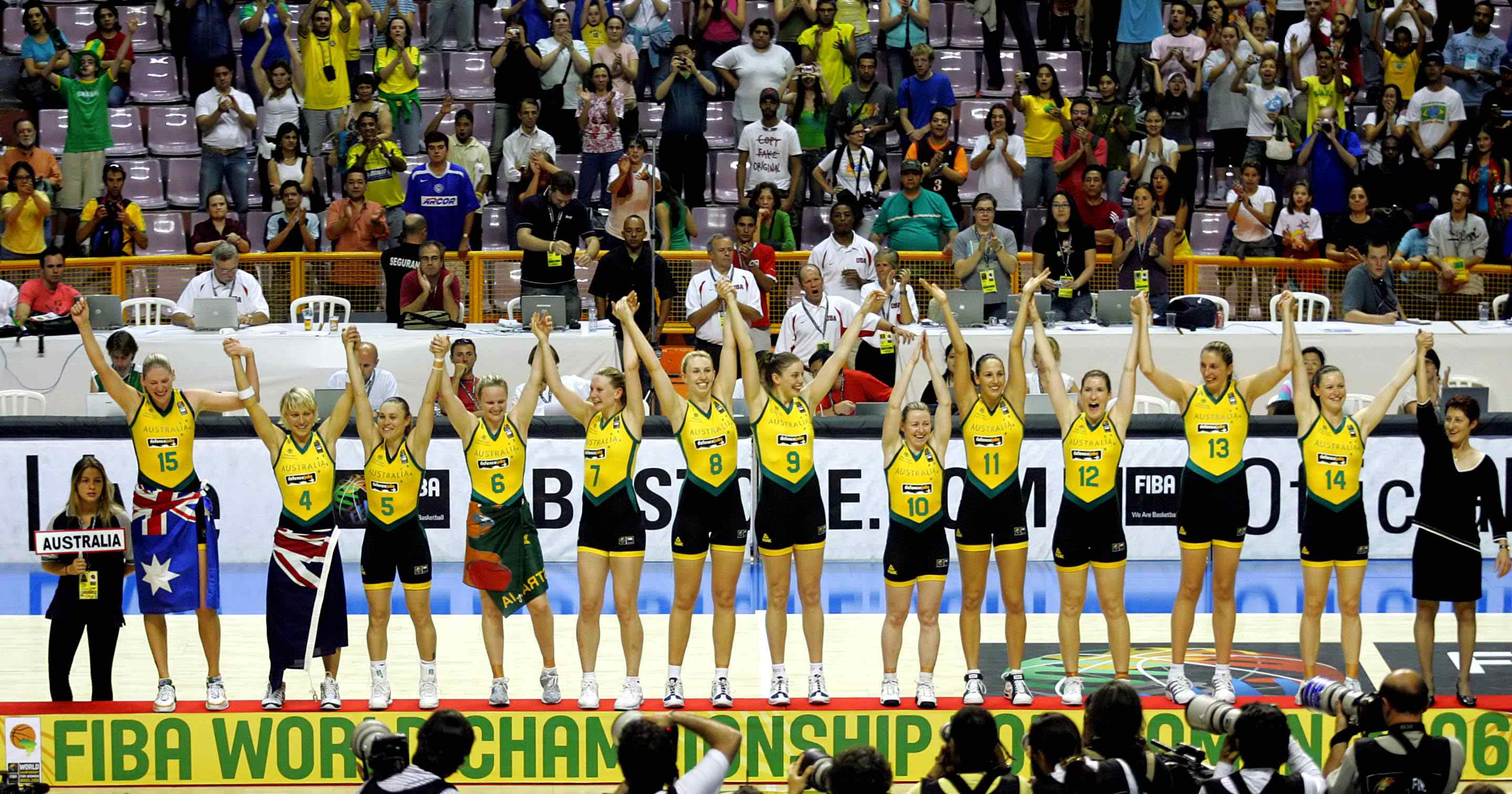
Australien firar världsmästartiteln 2006.

Australiens damlandslag i basket (engelska: Australia women's national basketball team) representerar Australien i basket på damsidan. Laget blev världsmästarinnor 2006. samt tog brons 1998. och 2002.
Laget tog även olympiskt silver åren 2000, 2004 och 2008, samt brons 1996, 2012 och 2024.

### Fotnoter
1. ↑  Todor Krastev (17 juli 2006). ”Women Basketball World Championship 2006 Brazil 12-23.09 - Ibirapuera , Barueri Winner Australia” (på engelska). Sport Statistics. Arkiverad från originalet den 2 april 2012. https://web.archive.org/web/20120402230340/http://todor66.com/basketball/World/Women_2006.html. Läst 24 juni 2015.
2. ↑  Todor Krastev (17 juli 1998). ”Women Basketball World Championship 1998 Germany - 26.05-07.06 Winner United States” (på engelska). Sport Statistics. Arkiverad från originalet den 4 juli 2015. https://web.archive.org/web/20150704003000/http://todor66.com/basketball/World/Women_1998.html. Läst 24 juni 2015.
3. ↑  Todor Krastev (17 juli 2002). [Women Basketball World Championship 2002 China 14-25.09 Winner United States ”Women Basketball World Championship 2002 Czechia 23.09-02.10 Winer United States”] (på engelska). Sport Statistics. Women Basketball World Championship 2002 China 14-25.09 Winner United States. Läst 24 juni 2015.
4. ↑  Todor Krastev (17 juli 2000). ”Women Basketball Olympic Games 2000 Sidney (AUS) - 16.09-01.10 Winner United States” (på engelska). Sport Statistics. Arkiverad från originalet den 27 september 2015. https://web.archive.org/web/20150927050129/http://www.todor66.com/basketball/Olympic/Women_2000.html. Läst 24 juni 2015.
5. ↑  Todor Krastev (17 juli 2004). ”Women Basketball Olympic Games 2004 Athens (GRE) - 14-28.08 Winner United States” (på engelska). Sport Statistics. Arkiverad från originalet den 25 maj 2012. https://web.archive.org/web/20120525161650/http://www.todor66.com/basketball/Olympic/Women_2004.html. Läst 24 juni 2015.
6. ↑  Todor Krastev (17 juli 2008). ”Women Basketball Olympic Games 2008 Beijing (CHN) - 09-23.08 +8 GMT Winner United States” (på engelska). Sport Statistics. Arkiverad från originalet den 25 maj 2012. https://web.archive.org/web/20120525130008/http://www.todor66.com/basketball/Olympic/Women_2008.html. Läst 24 juni 2015.
7. ↑  Todor Krastev (17 juli 1996). [Women Basketball Olympic Games 1996 Atlanta (USA) - 21.07-04.08 Winner United States ”Women Basketball Olympic Games 1996 Beijing (CHN) - 09-23.08 +8 GMT Winner United States”] (på engelska). Sport Statistics. Women Basketball Olympic Games 1996 Atlanta (USA) - 21.07-04.08 Winner United States. Läst 24 juni 2015.
8. ↑  Todor Krastev (17 juli 2012). [Women Basketball Olympic Games 2012 Atlanta (USA) - 21.07-04.08 Winner United States ”Women Basketball Olympic Games 2012 London (GBR) 28.07-11.08 - Winner United States”] (på engelska). Sport Statistics. Women Basketball Olympic Games 2012 Atlanta (USA) - 21.07-04.08 Winner United States. Läst 24 juni 2015.